# Rāpar
Rāpar är en ort i Indien.   Den ligger i distriktet Kachchh och delstaten Gujarat, i den västra delen av landet, 900 km sydväst om huvudstaden New Delhi. Rāpar ligger 65 meter över havet och antalet invånare är 21 507.
Terrängen runt Rāpar är platt, och sluttar norrut. Runt Rāpar är det ganska tätbefolkat, med 60 invånare per kvadratkilometer. Det finns inga andra samhällen i närheten. Omgivningarna runt Rāpar är i huvudsak ett öppet busklandskap.